# Leimitz

Blick auf das Gebäude der Feuerwehr am Brunnenplatz

Leimitz ist ein Gemeindeteil der kreisfreien Stadt Hof (Oberfranken, Bayern). Die Gemarkung Leimitz liegt teils auf dem Gemeindegebiet von Gattendorf (Gemarkungsteil 0), teils auf dem Gemeindegebiet von Hof (Gemarkungsteil 1). Sie hat eine Fläche von 10,317 km² und ist in 1515 Flurstücke aufgeteilt, die eine durchschnittliche Fläche von 6809,83 m² haben. In ihr liegen neben dem namensgebenden Ort der Gattendorfer Gemeindeteil Döberlitz und die Hofer Gemeindeteile Eichelberg, Jägersruh und Petersziegelei.

## Geografie
Das Dorf bildet mittlerweile eine geschlossene Siedlung mit Fabrikvorstadt im Westen. Diese liegt am Leimitzbach, einem rechten Zufluss der Sächsischen Saale. Eine Gemeindeverbindungsstraße führt nach Haidt zur Bundesstraße 173 (1,8 km nördlich)  bzw. nach Hof zur Bundesstraße 2 (2 km westlich).

## Geschichte
1348 erhielt das Klarissenkloster Hof aus dem Besitz der Familie von Murring Höfe in Leimitz. Neben den Murring waren ursprünglich auch die Herren von Kotzau im Ort begütert. Die Vögte von Weida kauften deren Besitz und übereigneten diesen 1360 dem Klarissenkloster. Auch die Burggrafschaft Nürnberg besaßen Anwesen im Ort. Vier von diesen stiftete Friedrich V. 1376 dem Klarissenkloster. 1390 gab es laut der burggräflichen Amtsbeschreibung 15 Anwesen in Leimitz. Gegen Ende des 18. Jahrhunderts bestand Leimitz aus 20 Anwesen. Die Hochgerichtsbarkeit sowie die Dorf- und Gemeindeherrschaft hatte das bayreuthische Stadtvogteiamt Hof. Grundherren waren das Klosteramt Hof (8 Anwesen), das Kastenamt Hof (8 Anwesen), das Gotteshaus Hof (1 Anwesen), die Herren von Pühel (1 Anwesen) und die Herren von Waldenfels (2 Anwesen).
Von 1797 bis 1810 unterstand Leimitz dem Justiz- und Kammeramt Hof. Nachdem im Jahr 1810 das Königreich Bayern das Fürstentum Bayreuth käuflich erworben hatte, wurde der Ort bayerisch. Infolge des Ersten Gemeindeedikts wurde Leimitz dem 1812 gebildeten Steuerdistrikt Gattendorf zugewiesen. Zugleich entstand die Ruralgemeinde Leimitz, zu der Döberlitz gehörte. Sie war in Verwaltung und Gerichtsbarkeit dem Landgericht Hof zugeordnet und in der Finanzverwaltung dem Rentamt Hof (1919 in Finanzamt Hof umbenannt). Ab 1862 gehörte Leimitz zum Bezirksamt Hof (1939 in Landkreis Hof umbenannt). Die Gerichtsbarkeit blieb beim Landgericht Hof (1879 in Amtsgericht Hof umgewandelt). In der zweiten Hälfte des 19. Jahrhunderts und später wurden auf dem Gemeindegebiet Eichelberg, Jägersruh und Petersziegelei gegründet. 1960 wurde Petersziegelei nach Hof umgegliedert. 1964 hatte die Gemeinde eine Gebietsfläche von 10,388 km². Im Zuge der Gebietsreform in Bayern wurde die Gemeinde Leimitz am 31. Dezember 1976 aufgelöst: Döberlitz kam zur Gemeinde Gattendorf, Eichelberg, Jägersruh und Leimitz wurden in die Stadt Hof eingegliedert.

### Baudenkmäler
- Wartturm[14]

### Einwohnerentwicklung
Gemeinde Leimitz
| Jahr      | 1819  | 1840   | 1852   | 1855   | 1861   | 1867   | 1871   | 1875   | 1880   | 1885   | 1890   | 1895   | 1900   | 1905   | 1910   | 1919   | 1925   | 1933   | 1939   | 1946   | 1950   | 1952   | 1961   | 1970   |
| Einwohner | 185   | 255    | 310    | 324    | 311    | 320    | 321    | 342    | 374    | 346    | 342    | 316    | 364    | 417    | 623    | 627    | 635    | 643    | 684    | 869    | 906    | 877    | 695    | 762    |
| Häuser    |       |        |        |        |        |        | 37     |        |        | 40     | 38     |        | 52     |        |        |        | 63     |        |        |        | 81     |        | 106    |        |
| Quelle    | [ 9 ] | [ 16 ] | [ 16 ] | [ 16 ] | [ 17 ] | [ 18 ] | [ 19 ] | [ 20 ] | [ 21 ] | [ 22 ] | [ 23 ] | [ 16 ] | [ 24 ] | [ 16 ] | [ 25 ] | [ 16 ] | [ 26 ] | [ 16 ] | [ 16 ] | [ 16 ] | [ 27 ] | [ 16 ] | [ 11 ] | [ 28 ] |

Ort Leimitz
| Jahr      | 1799  | 1819  | 1861   | 1871   | 1885   | 1900   | 1925   | 1950   | 1961   | 1970   | 1987  |
| Einwohner | 128   | 125   | 210    | 227    | 271    | 295    | 231    | 307    | 262    | 271    | 215   |
| Häuser    | 20    |       |        |        | 29     | 31     | 27     | 31     | 44     |        | 61    |
| Quelle    | [ 8 ] | [ 9 ] | [ 17 ] | [ 19 ] | [ 22 ] | [ 24 ] | [ 26 ] | [ 27 ] | [ 11 ] | [ 28 ] | [ 1 ] |

## Religion
Leimitz ist seit der Reformation evangelisch-lutherisch geprägt und bis heute nach St. Michaelis (Hof) gepfarrt.